# Dilophodes amplificata
Dilophodes amplificata is een vlinder uit de familie van de spanners (Geometridae). De wetenschappelijke naam van de soort is voor het eerst geldig gepubliceerd in 1905 door Bastelberger.